# دوت‌کوی (کاهتا)
دوت‌کوی (به ترکی استانبولی: Dutköy) (به کردی: Tot) یک منطقهٔ مسکونی کردنشین در ترکیه است که در کاهتا واقع شده‌است.